# Kerti ruta

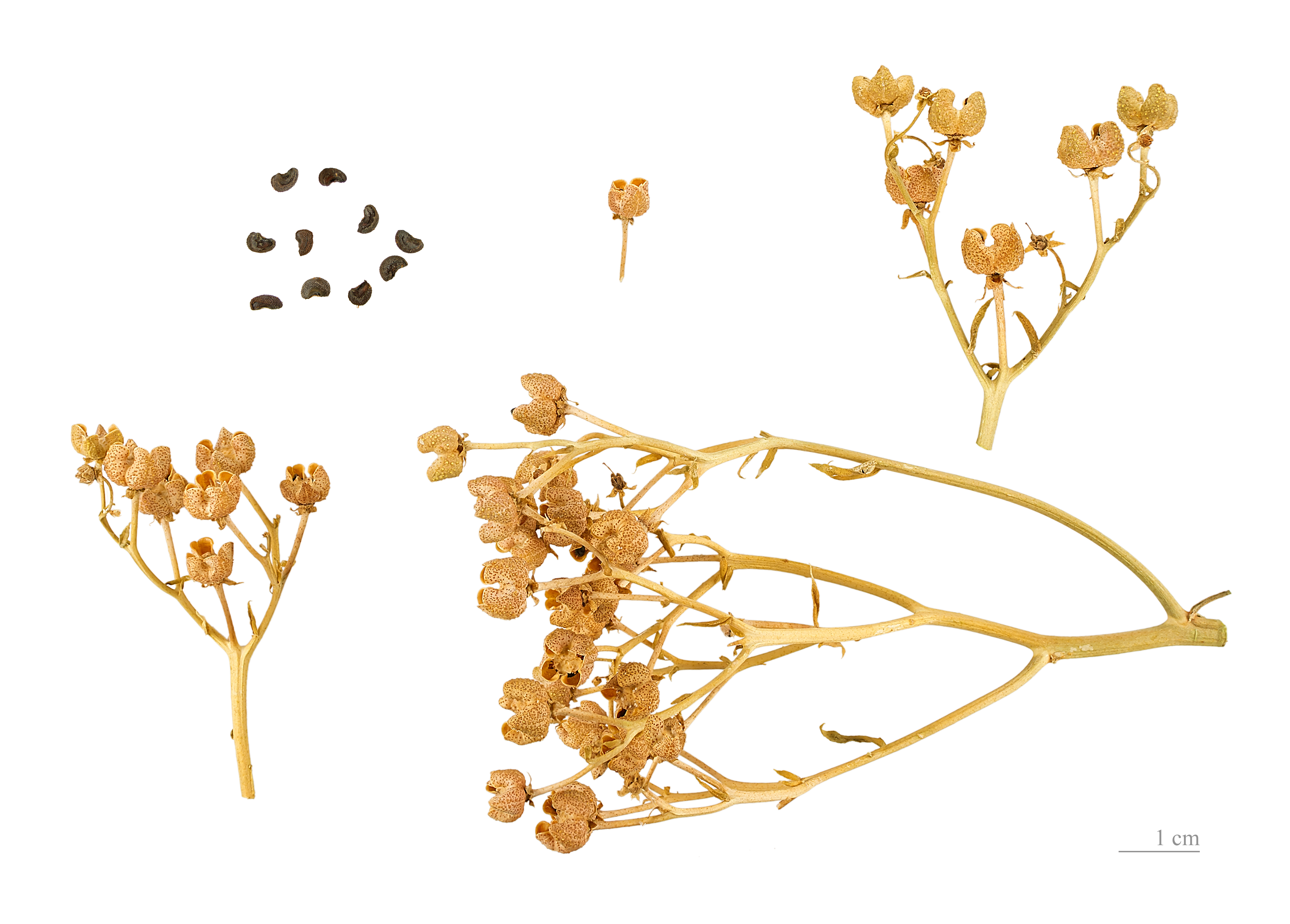
Termései és magjai

A kerti ruta vagy egyszerűen ruta (Ruta graveolens) a rutafélék (Rutaceae) névadó ruta (Ruta) nemzetségébe tartozó növényfaj. Kissé a bor illatára emlékeztető, de inkább erős szagú félcserje, mely Magyarországon ugyan nem őshonos, de gyakran ültetett dísz-, illetve gyógynövény. Egyéb elnevezései: borruta, keresztes ruta, nehézszagú ruta, rutafű, szagos ruta, szagos virnánc, szeges ruta, virnánc.

## Elterjedése
A Mediterráneum középső és keleti részén, így például a Balkán-félszigeten is őshonos, gyakori. Európa egyéb részére betelepítették: gyakran ültetik kertbe, de itt-ott el is vadul.

## Jellemzése
Akár 1 m magasra is megnövő, szárazságtűrő félcserje. Levelei közül az alsók nyelesek, összetettek, míg a felsők ülők, egyszerűek. A mirigyszőröktől hamvas, kékes árnyalatú alsó levelek két-háromszorosan szárnyaltak: levélkéi visszás-tojásdad alakúak, a végállók lekerekített csúcsúak. Május végén, június elején hozza sárga, zöldessárga pártájú virágait, melyek bogernyős virágzatba csoportosulnak. A többi rutához hasonlóan a kerti rutánál is megfigyelhető, hogy míg a virágzat csúcsán álló, jól elkülönülő virág öttagú virágkörrel rendelkezik, addig a később, a virágzat oldalágain fejlődő virágoknak négytagú virágkörük van.
A növény mirigyszőreiből érintés hatására olyan váladék jut a bőrre, mely az arra érzékenyeknél nehezen gyógyuló bőrgyulladást, hólyagosodást okoz.

## Felhasználása
A növényt megfelelő módon gyógynövényként alkalmazzák az 5. század második felétől kezdve. Pontosabban a drogját (Rutae herba), mely a növényről leszedett felső, 30 cm hosszú virágos, leveles hajtásrészek szárításával készül: 4 kg növényi részből lesz 1 kg száraz áru. Míg a növényi rész szedésénél a mirigyszőrök váladékának bőrgyulladást okozó hatásával számolni kell, addig a szárított anyag esetén már nem. A drogban flavonoidok (pl. rutin), alkaloidok, kellemetlen szagú illóolaj (0,3–0,7%), keserűanyag, cseranyag, mérgező hatású vegyület is előfordul. A drogot elsősorban gyógyszerek (Rutascorbin, Rutosid) alapanyagaként használják fel, de egyes teakeverékekben megfelelő koncentrációban is megtalálható. Az ilyen rutatartalmú teákat csak orvosi tanácsra szabad alkalmazni magas vérnyomás és epebántalmak esetén, emésztés serkentése, görcsoldás és sebfertőtlenítés céljára, valamint idegerősítőnek és étvágygerjesztőnek.
Helytelenül felhasználva mérgező növénynek számít rutin- és bergaptentartalma miatt: a növényt elfogyasztva gyomor- és bélgyulladás, hányás, hasmenés, hasgörcsök, vérvizelés jelentkeznek, súlyosabb esetben kóma, terheseknél vetélés következhet be.
Termesztését meleg klímájú helyeken, tápanyagban gazdag, közepesen kötött talajon végzik. Magjait április elején vetik szabadágyba, 1–2 cm-es talajmélységbe, 15–20 cm sortávolságban. Az őszre kifejlődő palántákat októberben ültetik ki végleges helyükre, egymástól mintegy 50–50 cm-es távolságra. Tavasszal az elfásodott szárakat érdemes visszavágni, a talajtól nagyjából arasznyira. Drognyerés szempontjából a növény jellemzője, hogy egy évben kétszer is aratható, s már a második évben akár 5-6 mázsa drog is előállítható egy katasztrális hold területű ültetvényen.
Az ókori rómaiak fűszernövényként használták.
Dísznövényként elsősorban levélkéinek alakja miatt ültetik, de izsóppal és gyűszűvirággal együtt virágozva is mutatós.